# Kościół św. Marcina w Słubicach
Kościół św. Marcina w Słubicach – kościół w diecezji łowickiej o wyznaniu katolickim. 
Kościół został zbudowany w 1791 roku, a poświęcony w 1854. Zbudowany z kamienia i cegły. Na samym szczycie wieży znajduje się zegar który założono w 2004 roku. Wieża kościoła wynosi 13 i pół metra wysokości nad ziemią. Obecnie jest to najwyższy budynek w Słubicach.